# Хари Рао Холкар
Хари Рао Холкар, формально Махараджадхирадж Радж Раджешвар Савай Шри Хари Рао Холкар IX Бахадур (хинди हरिराव होलकर; 1795 — 24 октября 1843) — 9-й махараджа Индаура из династии Холкар (17 апреля 1834 — 24 октября 1843).

## Биография
Родился в 1795 году. Старший сын Шриманта Сардара Витходжи Рао Холкара (1776—1801) и внук Тукоджи Рао Холкара I (1723—1797), 4-го махараджи Индаура (1795—1797).
Восшествие на престол Хари Рао (гадди) стало результатом народного восстания против усыновления и коронации ребенка Мартанда Рао Холкара Кришной Бай Холкар, матерью покойного махараджи Малхара Рао Холкара III. В 1819 году Хари Рао был вовлечен в борьбу за власть с членами княжеской семьи и был заключен в тюрьму в Махешваре за руководство восстанием. После коронации Мартанда Рао в январе 1834 года сторонники освободили Хари, которые затем убедили Кришну Бая согласиться на его преемника. Впоследствии он был усыновлен вдовой покойного Махараджи 18 марта и официально возведен на трон 17 апреля 1834 года во дворце Джуна Раджвада.
Британское правительство оставалось нейтральным в отношении этой борьбы за престолонаследие. Однако позже, когда здоровье Хари Рао ухудшилось, британский резидент надавил на него, чтобы назначить наследника. 2 июля 1841 года Хари Рао усыновил Кханде Рао Холкара, 11-летнего сына Бапуджи Рао Холкара, земиндара из Джоцихеры (недалеко от Индора). Вскоре после того, как Хари Рао ушел из общественной жизни по состоянию здоровья, британский генерал-губернатор лорд Элленборо ходатайствовал о назначении способных министров, чтобы помешать сторонникам Мартанда Рао оспаривать преемственность.
У махараджи было две жены, от которых у него было две дочери.